# Haitham al-Ghais
Haitham al-Ghais ( en árabe: هيثم الغيص‎   (Kuwait, octubre de 1969) es el Secretario General electo de la Organización de Países Exportadores de Petróleo (OPEP). El kuwaití, designado por unanimidad por videoconferencia por representantes de los Estados miembros de la OPEP el 1 de enero de 2022, iba a asumir el cargo en Viena el 1 de agosto de 2022, pero a raíz del fallecimiento del nigeriano Mohammad Barkindo, (5 de julio de 2022), que ocupaba el cargo desde el 2016, por un mandato inicial de tres años y luego se extendió por otros tres más.

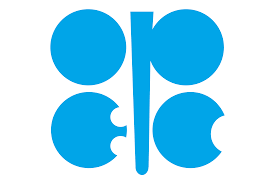
Símbolo de la OPEC

Al-Ghais ha trabajado en la industria petrolera durante tres décadas. Inicialmente dirigió las oficinas regionales de la estatal Kuwait Petroleum Corporation (KPC) en Beijing (2005-2007) y Londres (2008-2013), más tarde el comité técnico para el control del volumen de producción de la alianza OPEP+. Desde entonces, ha sido responsable de marketing global como miembro adjunto del consejo de administración de KPC.
Al-Ghais obtuvo una licenciatura en ciencias políticas de la Universidad de San Francisco en 1990. Se dice que habla con fluidez seis idiomas extranjeros: inglés, alemán, portugués, español, francés y, según los informes, también chino.